# Talisia
Talisia es un género de 52 especies de plantas de flores pertenecientes a la familia Sapindaceae, nativo de las regiones tropicales de América. el género está estrechamente relacionado con Melicoccus.
Las especies son árboles perennes y arbustos que alcanzan los 20 metros de altura, con hojas pinnadas. Las flores se producen an panículas. El fruto es una drupa oval de 2-4 cm de longitud conteniendo una o dos semillas. En varias especies el fruto es comestible. 

## Especies seleccionadas
| - Talisia acutifolia - Talisia angustifolia - Talisia bullata - Talisia carinata - Talisia caudata - Talisia cerasina - Talisia chartacea - Talisia clathrata - Talisia cerasina - Talisia coriacea - Talisia croatii - Talisia cupularis - Talisia dasyclada - Talisia douradoensis - Talisia equatoriensis - Talisia esculenta - Talisia eximia - Talisia firma | - Talisia floresii - Talisia furfuracea - Talisia ghilleana - Talisia guianensis - Talisia granulosa - Talisia hemidasya - Talisia hexaphylla - Talisia laevigata - Talisia lanata - Talisia longifolia - Talisia macrophylla - Talisia marleana - Talisia megaphylla - Talisia microphylla - Talisia mollis - Talisia morii - Talisia nervosa - Talisia obovata | - Talisia oedipoda - Talisia olivaeformis - Talisia pachycarpa - Talisia parviflora - Talisia pilosula - Talisia pinnata - Talisia praealta - Talisia princeps - Talisia retusa - Talisia setigera - Talisia simaboides - Talisia squarrosa - Talisia stricta - Talisia subalbens - Talisia sylvatica - Talisia velutina - Talisia veraluciana |